# Decke (Textilie)

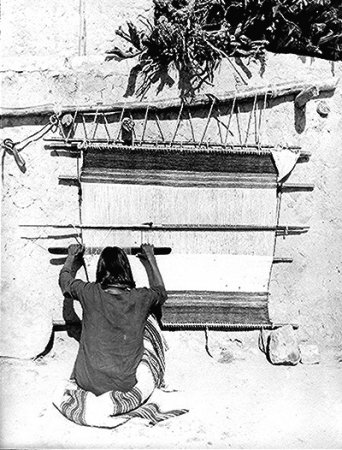
Hopi beim Weben einer Decke (1879)

Eine Decke ist ein Textil, mit dem etwas zu- oder bedeckt wird. Sie kann, entsprechend ihrer Funktion, aus verschiedensten textilen Materialien bestehen, etwa Leinen, Halbleinen oder Baumwolle. Die häufigste Anwendung findet sie als Tischdecke oder Bettdecke. Decken unterscheiden sich sowohl in der Machart, als auch in Dicke und Verwendbarkeit.

## Material
Decken bestehen oft aus Wolle („Wolldecke“) und anderen thermisch isolierenden Materialien. Manchmal werden Decken auch zusammengenäht und dann mit weichem Material gefüllt. Eine nicht textile Decke ist die aus Fellen zusammengesetzte Felldecke.
Eine spezielle Decke ist das in Mitteleuropa weit verbreitete mit Daunen, Federn gefüllte Federbett. In englischsprachigen Ländern wie den USA dagegen liegt man oft zwischen zwei straff gespannten Laken, mit einer Wolldecke ohne Bezug obenauf. In Großbritannien breitet sich das bezogene Federbett (duvet) zunehmend aus.

## Deckenarten

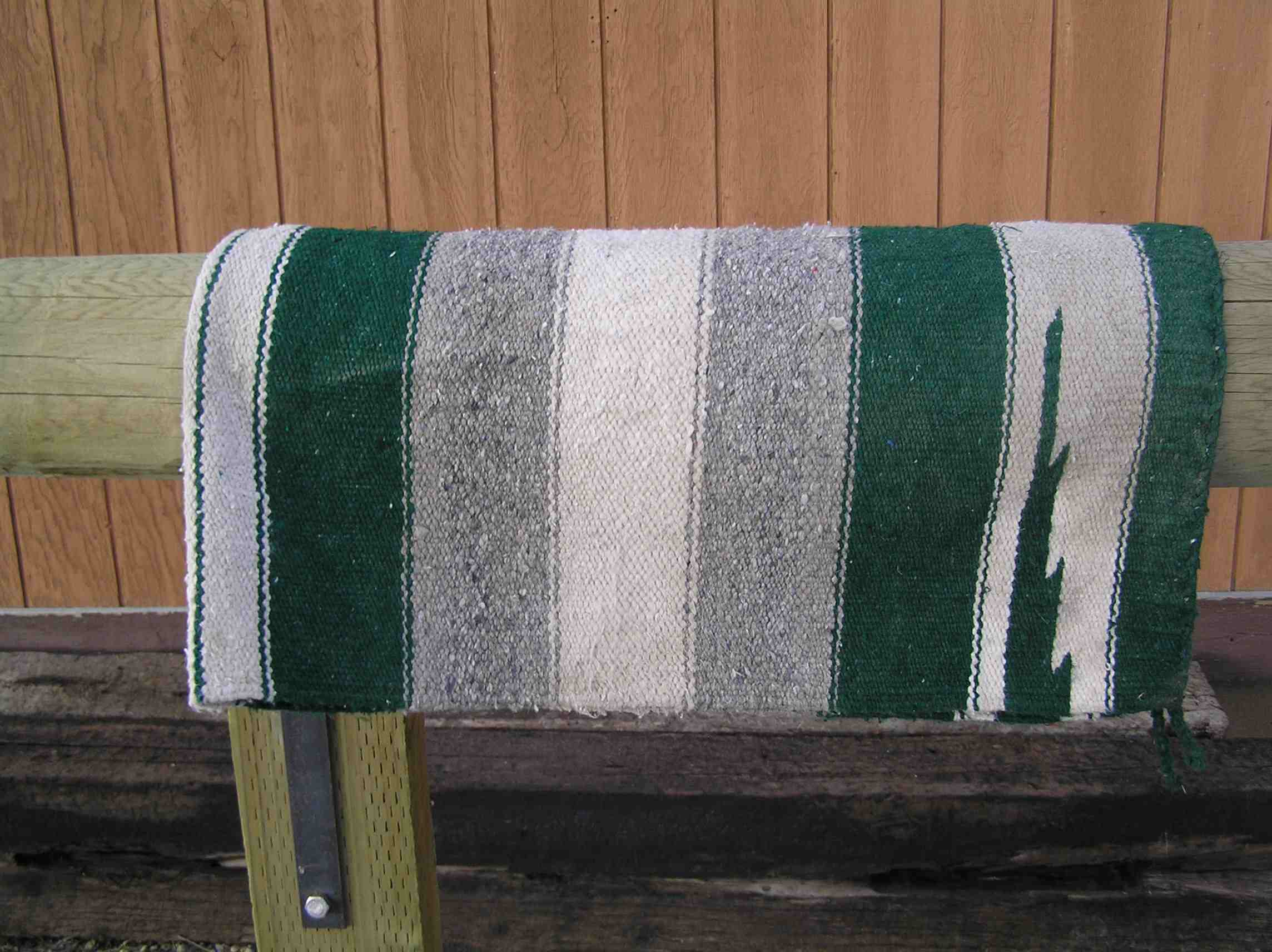
Pferdedecke

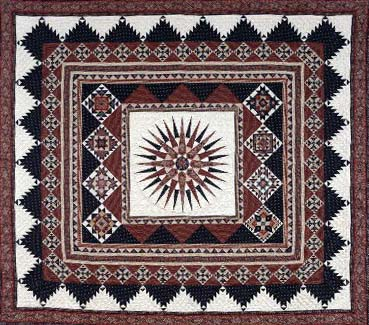
Quilt (Zierdecke)

- Eine Bettdecke wird zum Zudecken beim Schlafen benutzt. Für Schlafdecken werden voluminöse, beidseitig gerauhte, abgepasste Rauhgewebe mit möglichst hohem Lufteinschluss benutzt.[2]
- Ein Plaid (Wohn-, Reisedecke) wird in der Regel aus Edelhaar (zum Beispiel Kamelhaar), Wolle (Streichgarn) oder Acryl (Hochbauschgarn) gewebt.[2]
- Die Tischdecke kann zum Schutz von hochwertigen Tischoberflächen, wie Holz oder Marmor, oder aus gestalterischen Gründen verwendet werden.
- Eine Tagesdecke wird zum Bedecken von Betten genutzt.
- Die Kuscheldecke soll möglichst flauschig sein. Ein bekannt gewordener Träger einer solchen Decke ist Linus aus der Comicserie Die Peanuts.
- Der Quilt ist eine meist handgemachte Zierdecke.
- Für die Pack- oder Bügeldecke wird Baumwoll-Dochtgarn verwendet.[2]
- Eine Rettungsdecke ist eine extrem dünne, reißfeste, wasserdichte und wärmereflektierende Folie, die bei der Ersten Hilfe Anwendung findet.
- Die Krankenhausdecke kommt als Unterlage oder gegen Wärmeverlust bei Rettungsdienst und Feuerwehr zum Einsatz.
- Eine Pferde- oder Viehdecke ist eine Decke, die das Tier vor Witterungseinflüssen schützen soll. Die Viehdecke besteht aus einem Baumwollstoff, aus Reißwollgarn oder aus Grobgarn. In der Regel ist der Schussfaden geraut. Beliebt sind Bindungen, die es ermöglichen, ohne einen Bindungsgrat die meist feinfädige Kette im Innern des Gewebes zu verbergen. Das sind Doppelgewebe sowie Kreuzköper und Atlas.[2]

Die Abschwitzdecke wird dem Pferd nach dem Reiten aufgelegt, um den Schweiß vom Pferdekörper wegzuziehen. Die Satteldecke wird unter den Sattel gelegt, um den Pferderücken vor dem Aufscheuern und Druckstellen zu schützen (des Foto rechts zeigt eine Western-Satteldecke).